# 아돌프 슐라터
아돌프 슐라터(Adolf Schlatter, 1852년 8월 16일 -1938년 5월 19일)는 그래프스발트, 베를린, 튜빙겐 대학교에서 신약신학과 조직신학을 강의했던 세계적인 신학자였다. 로버트 모간은 뱅겔이후에 그를 최고의 보수주의 신약신학자로 본다. 스위스 가렌에서 출생하였다. 그의 아버지는 독립교회 노선에 서 있었고, 그의 어머니는 개혁교회 노선에 서 있었다. 이 때문에 그에게는 양면적인 신앙성격이 있다. 그는 1871-3년에는 바젤 대학교에서, 1873-4년에는 튜빙겐 대학교에서 신학을 수업하였다. 그는 1880년에 박사학위를 취득한 후, 40여년 간의 신학 교수 생활 중 그의 신학 사상의 완숙기의 대부분을 튜빙겐에서(1898-1922) 성경 주해와 신학서적 저술로 보냈으며, 그의 저술은 400여권에 이른다. 그는 조직신학의 유일하고 적절한 기초는 성경 주해임을 확신했고, 그런 의미에서 칼 바르트보다 앞섰으며, 그에게 영향을 끼쳤다. 그는 튜빙겐이나 베를린 대학교에서 함께 재직했던 하르낙이나 불트만과 달리 예수님을 '하나님의 그리스도'로 고백하고, 자신을 '한 사람의 그리스도인 신학자'로 자임하고, 많은 경건한 독일인 목회자들을 배출시켰다.

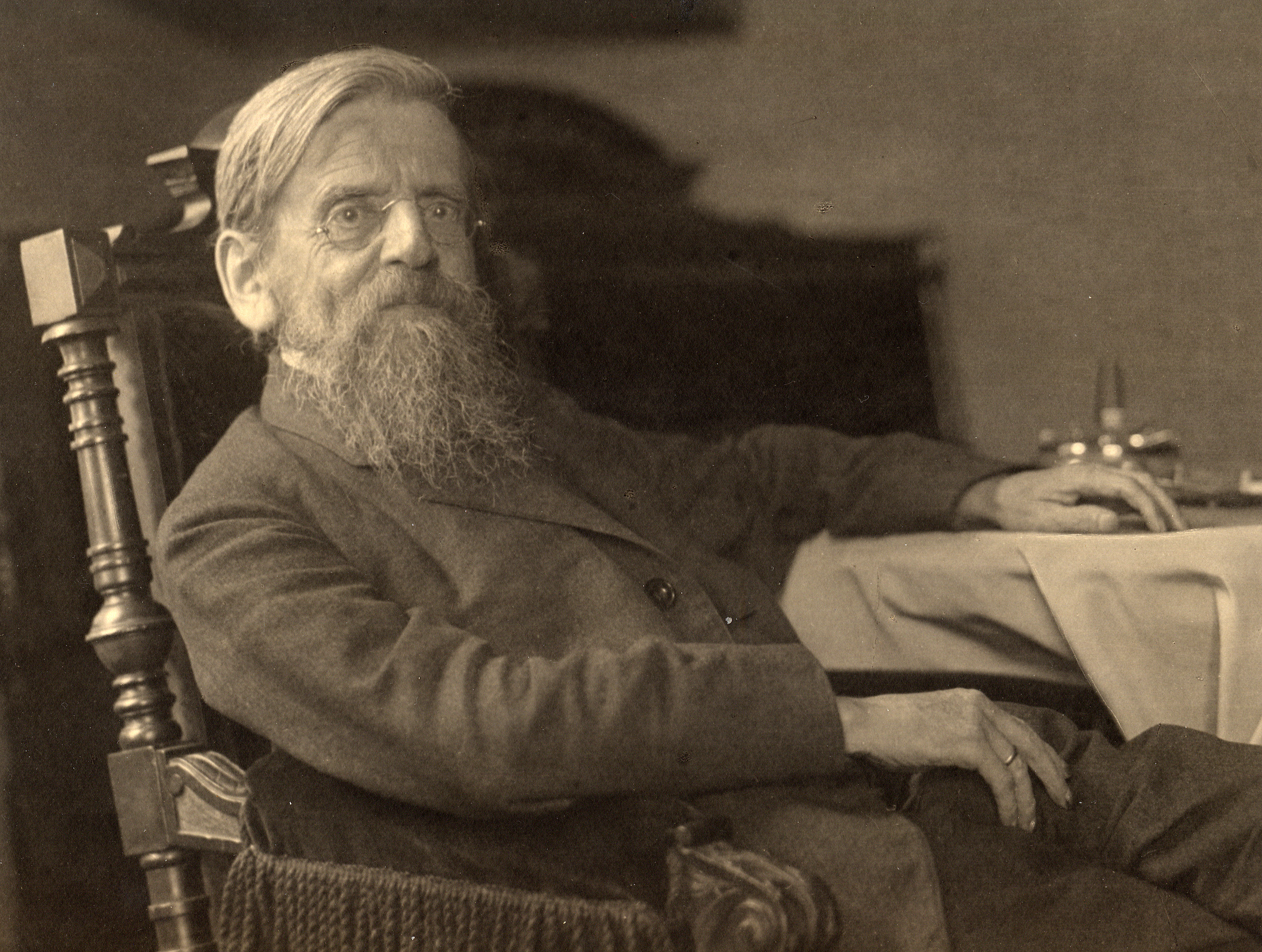
아돌프 슐라터

## 신학적 영향
그의 신학은 칼 바르트, 폰 라트, 본회퍼, 케제만, 페터 슈툴마허 등 튜빙엔의 성서신학자들에게 크게 영향을 미쳤을 뿐만 아니라 영국과 도날드 거스리, 알리스터 맥그래스 등 영·미의 신학자들에도 영향을 주었고, 한국에서는 박윤선, 김성봉, 김성규, 김세윤, 한제호 박사 등의 신학자들이 슐라터의 영향을 받고 있다. 박윤선 박사는 그의 성경 주석이 슐라터의 신학에 근거하고 있다고 말했다.

## 저서
- Schlatter, Adolf (1897). 《Der Dienst der Christen in der älteren Dogmatik》. Berlin. - (republished as Der Dienst des Christen in 1999)
- ——— (1897). 《Die Tage Trajans und Hadrians》. Gütersloh: C. Bertelsmann.
- ——— (1913). 《Die hebräischen Namen bei Josephus》. Gütersloh: C. Bertelsmann.
- ——— (1917). 《Die Gründe der christlicher Gewißheit》. Berlin: Calwer Vereinsbuchhandlung.
- ——— (1918). 《Haering, Theodor von》. Stuttgart: Verlag J. F. Steinkopf.
- ——— (1921). 《Die Geschichte des Christus》. Stuttgart.
- ——— (1932). 《Evangelium und Dienst am Volk》. Gotha.
- ——— (1932). 《Der Brief des Jakobus》. Berlin: Calwer Vereinsbuchhandlung.
- ——— (1934). 《Am Leiden teilnehmen》. Berlin.
- ——— (1961). 《Die Apostelgeschichte》. Berlin.
- ——— (1962). 《Die Briefe an die Galater, Epheser, Kolosser und Philemon》. EzNT 7. Berlin.
- ——— (1965). 《Die Briefe des Petrus, Judas, Jakobus, der Brief an die Hebräer》. EzNT 9. Berlin.

### 논문
- ——— (1896). “Einige Ergebnisse aus Niese's Ausgabe des Josephus”. 《Zeitschrift des Deutschen Palästina-Vereins》 19: 221–31.

## 기념책
- 《Vom Dienst an Theologie und Kirche : Festgabe für Adolf Schlatter zum 75. Geburtstag 16. August 1927》. Berlin: (Furche-Verlag. OCLC 731247894.

## 참고 문헌
- 김영한, 아돌프 슐라터의 신학적 사유의 방법론, 한국기독교신학논총 59권 0호, 2008년, 155-174.